# ОШ „Данило Борковић” Градишка
ОШ „Данило Борковић” једна је од основних школа у Градишки. Налази се у улици Милана Тепића 19. Име је добила по Данило Борковићу, учитељу, комунисти, револуционару и борцу погинулом јула 1942. у офанзиви на Козару, као политички комесар треће чете.

## Историјат
Основна школа „Данило Борковић” је почела са радом 26. новембра 1979. године са укупно 34. радника. Наставу је похађало 716 ученика разврстаних у 21. одељење од првог до осмог разреда. Први директор је био Раде Бараћ.
Школа носи назив по Данило Борковићу који је рођен у Турјаку 1919. године, где је завршио и основну школу, нижу гимназију у Градишци, а учитељску школу је завршио у Сарајеву. Крајем 1941. године је примљен у чланству Комунистичке партије. У знак сећања, савет радне организације центар за основно образовање Градишка је предложио да нова школа носи његово име.

## Догађаји
Догађаји основне школе „Данило Борковић”:
- Дан српског јединства, слободе и националне заставе
- Дан жена
- Дан планете Земље
- Дан сећања на жртве холокауста, геноцида и других жртава фашизма у Другом светском рату
- Дечија недеља